# Клявлинский район
Кля́влинский райо́н — административно-территориальная единица (район) и муниципальное образование (муниципальный район) на северо-востоке Самарской области России.
Административный центр — станция Клявлино.

## География

### Общие данные
Муниципальный район Клявлинский расположен в северо-восточной части Самарской области и граничит на севере с республикой Татарстан, на западе — с Шенталинским и Исаклинским районами, на юге — с Камышлинским районом, на востоке — с Оренбургской областью. Протяжённость района с севера на юг 35 км, с запада на восток 38 км. Общая площадь муниципального образования составляет 125 555 гектаров.
Районный центр — ст. Клявлино расположен в центральной части района и находится на расстоянии 210 км от областного центра г. Самары. Транспортное сообщение осуществляется по асфальтированным дорогам Похвистнево — Клявлино, Клявлино — Шентала и железной дороге.

### Ландшафты
Клявлинский район относится к лесостепи Высокого Заволжья и характеризуется умеренно континентальным климатом — холодной зимой и тёплым летом. В отличие от центральных и южных районов области, Клявлинский район имеет большую увлажнённость. В целом рельеф Клявлинского района сильно-пересечённый, холмисто-увалистый. Преобладающими формами его являются склоны.

### Поверхностные воды
В южной части района протекает река Сок. Территория района расположена на водоразделе рек Большой Черемшан, Сок, Шешма, который в свою очередь более мелкими речками рассечён на ряд водоразделов. Овражно-балочная сеть очень сильно развита. Реки Шешма, Лесная Шешма, Гашка, Свинуха, Большой Черемшан, Уксада имеют слаборазвитые поймы. Поверхность пойм слабоволниста, слабозаболочена и закустарена. Наиболее крупной рекой является река Сок. Основным притоком реки Сок в пределах района является река Уксада.

### Почвы
Местоположение Клявлинского района в лесостепной зоне с характерным для неё умеренно континентальным климатом, повышенным увлажнением и присутствием среди степных пространств больших лесных массивов оказало существенное влияние на формирование современного почвенного покрова.
Травянистая растительность в сочетании с умеренным количеством тепла и влаги способствовала образованию почв преимущественно чернозёмного типа. Однако неровный характер рельефа и разнообразие почвообразующих пород обусловили развитие различных почвенных разновидностей.
На выровненных и пологих склонах, главным образом северных и северо-восточных экспозиций, получили развитие выщелочные и типичные, кое-где оподзоленные чернозёмы. Повышенное количество углекислых солей, находящихся в коренной породе, способствовало образованию остаточно-карбонатных чернозёмов, в различной степени щебневатых. В поймах рек сформировались аллювиальные почвы, в том числе с сохранившейся луговой растительностью, изредка улучшенной.

### Растительность
Местность сравнительно хорошо и довольно равномерно облесена. Общий массив лесов района составляет 25218 га, покрыто лесами 18298 га, лесистость 20 %.
Породный состав леса: сосна — 2 292 га (12,5 %); осина — 5 692 га (31,1 %); берёза — 1 768 га (9,7 %); Дуб — 7 532 га (41,2 %). Прочие (клён, лиственница, липа) — 1 024 га (5,5 %).
Имеются крупные участки леса (гослесфонда), расположенные по всей территории района. Леса, как правило, дубравные с большим или меньшим участием берёзы, клёна остролистного, липа, вяза. Развитый в лесах подлесок образуют рябина, шиповник, крушина, бересклет бородавчатый и прочие.
По склонам долин, балок и оврагов встречаются небольшие участки зарослей степных кустарников, преимущественно чилиги и бобовника (миндаля). В поймах рек низкого уровня на заболоченных почвах имеют место ивняки (с участием как кустарниковых, так и древесных форм) и ольшаники; из кустарников встречаются часто черёмуха, шиповник, крушина, тёрн, калина и другие.

### Ветры
Господствующие ветры — юго-восточные. Преобладающими ветрами в теплый период являются северные и северо-западные, в холодный — южные. Такое направление благоприятно сказывается на температурном режиме района.
Характерной особенностью теплого режима является довольно быстрый переход от зимних холодов к летнему теплу. Продолжительность безморозного периода составляет в среднем 120 дней.
Среднегодовое количество осадков в районе составляет 752 мм.

## История
До 15 века эти земли входили в состав Волжской Булгарии, а затем после падения Казанского ханства был присоединён к Московскому царству. С 1708 по 1711 год находились в составе Казанского уезда Казанской губернии. С 1719 года — в составе Казанской провинции Казанской губернии. С 1744 года — в составе Оренбургской провинции Оренбургской губернии. С преобразованием в 1781 году Оренбургской губернии в Уфимское наместничество — частью в составе Бугульминского, а частью Бугурусланского уезда Уфимской области Уфимского наместничества (с 1796 года — Оренбургской губернии). С 1851 года — входила в Бугульминский и Бугурусланский уезды Самарской губернии.
В 1802 году бригадиру Александру Дурасову, потомственному польскому дворянину, из отчуждённой в пользу казны земли, были сделаны значительные земельные пожалования. Помещик Дурасов поселил на этой территории своих крепостных, русских крестьян (в 1859 году их было 447 обоего пола) и стал самым крупным в Елизаветинской волости (ныне часть Клявлинского района) землевладельцем. В сентябре 1861 года капитан второго ранга Дурасов, Фёдор Александрович, сын первого хозяина здешних земель, построил близ Дурасовки церковь во имя святого преподобного Александра Свирского.
На территории района расположены 11 волостей. Клявлинский район впервые был образован 15 июля 1928 года. По решению исполкома областного Совета народных депутатов 1 января 1963 года район был ликвидирован и вошёл в состав Шенталинского района.
20 января 1965 года по решению исполкома областного Совета народных депутатов район был вновь образован в границах бывшего района и 7 сельских Советов Камышлинского района.
В марте 1991 года Указом Президиума Верховного Совета Российской Федерации был отделён Камышлинский район.
Этимология названия как района, так и села Клявлино по одной из версий относится к основателю села — Клевле Чурекееву (в крещении Василий Иванов).

### Геральдическое описание герба и флага
Геральдическое описание герба муниципального района Клявлинский гласит: «В зелёном поле, с золотой главой, обременённой двумя отвлечёнными и соединёнными в рукопожатие десницами, серебряное зубчатое колесо о четырёх спицах, окружённое разомкнутым венком из двух золотых колосьев».
Описание символики муниципального района Клявлинский. Символика герба муниципального района Клявлинский, выраженная зелёным и золотым цветом, воедино с фигурами имеет многогранный смысл и выражает главные особенности района. В гербе зелёный и золотой цвета — цвета сельского хозяйства. Зелёный — является символом плодородия, спокойствия, здоровья и вечного обновления. Золото — символ урожая, богатства, прозрачности, величия, интеллекта и прозрения. Рукопожатие символизирует дружбу, многонациональность района, а также единство сельского хозяйства с промышленностью, которая отражена в гербе колесом. Колесо символизирует технический прогресс и движения вперед. Серебро означает благородство и нравственную чистоту. Герб языком аллегорий и геральдических символов гармонично отражает стремления, добрый нрав и трудолюбие местного населения.
Флаг: прямоугольное зелёное полотнище с отношением ширины к длине 2:3, с жёлтой полосой вдоль верхнего края полотнища в 1/3 ширины, воспроизводящее композицию гербового щита муниципального образования «Клявлинский район», смещённую к древку.

## Население
| 2002    | 2007    | 2008    | 2010    | 2011    | 2012    | 2013    | 2014    | 2015    |
| ------- | ------- | ------- | ------- | ------- | ------- | ------- | ------- | ------- |
| 16 437  | ↘15 826 | ↘15 100 | ↗15 988 | ↘15 909 | ↘15 665 | ↘15 478 | ↘15 247 | ↘15 022 |
| 2016    | 2017    | 2018    | 2019    | 2020    | 2021    |         |         |         |
| ↘14 824 | ↘14 666 | ↘14 452 | ↘14 197 | ↘13 947 | ↗14 543 |         |         |         |

Демография
На 1 января 2007 года численность населения района составила 15 826 человек, в том числе мужчин — 7558, женщин — 8268 человек. В районе проживает 3 378 человек моложе трудоспособного возраста, 8 480 человек — трудоспособного возраста и 3 968 человек — старше трудоспособного возраста.

### Национальный состав
Согласно переписи 2010 года:
- Русские — 6 552 чел. (41,1 %),
- Чуваши — 4 425 чел. (27,8 %),
- Мордва (эрзяне) — 3 825 чел. (24,0 %),
- Татары — 803 чел. (5,0 %).

## Муниципально-территориальное устройство
В муниципальный район Клявлинский входят 6 муниципальных образований со статусом сельского поселения:
| № | Муниципальное образование           | Административный центр           | Количество населённых пунктов | Население | Площадь, км2 |
| - | ----------------------------------- | -------------------------------- | ----------------------------- | --------- | ------------ |
| 1 | сельское поселение Борискино-Игар   | село Борискино-Игар              | 6                             | ↗1623     | 100,11       |
| 2 | сельское поселение Назаровка        | село Назаровка                   | 7                             | ↗860      | 93,43        |
| 3 | сельское поселение станция Клявлино | железнодорожная станция Клявлино | 15                            | ↗8249     | 95,33        |
| 4 | сельское поселение Старое Семенкино | село Старое Семенкино            | 4                             | ↘732      | 89,40        |
| 5 | сельское поселение Старый Маклауш   | село Старый Маклауш              | 7                             | ↘946      | 166,26       |
| 6 | сельское поселение Чёрный Ключ      | село Чёрный Ключ                 | 12                            | ↗2133     | 99,29        |

Законом Самарской области от 30 апреля 2015 года № 38-ГД, были преобразованы, путём их объединения, муниципальные образования:
- сельские поселения Борискино-Игар и Старый Байтермиш в сельское поселение Борискино-Игар с административным центром в селе Борискино-Игар;
- сельские поселения станция Клявлино, Новые Сосны и Старые Сосны в сельское поселение станция Клявлино с административным центром на железнодорожной станции Клявлино;
- сельские поселения Назаровка и Русское Добрино в сельское поселение Назаровка с административным центром в селе Назаровка;
- сельские поселения Чёрный Ключ и Усакла в сельское поселение Чёрный Ключ с административным центром в селе Чёрный Ключ.

### Населённые пункты
В Клявлинском районе 51 населённый пункт.
| №  | Населённый пункт    | Тип                     | Население | Муниципальное образование           |
| -- | ------------------- | ----------------------- | --------- | ----------------------------------- |
| 1  | Балахоновка         | село                    | ↘256      | сельское поселение Назаровка        |
| 2  | Барково             | железнодорожный разъезд | 0         | сельское поселение станция Клявлино |
| 3  | Березовая Поляна    | посёлок                 | 9         | сельское поселение Старое Семенкино |
| 4  | Борискино-Игар      | село                    | 997       | сельское поселение Борискино-Игар   |
| 5  | Верхний Ключ        | посёлок                 | →0        | сельское поселение Чёрный Ключ      |
| 6  | Владимировка        | деревня                 | 1         | сельское поселение Борискино-Игар   |
| 7  | Воскресенка         | деревня                 | 1         | сельское поселение Борискино-Игар   |
| 8  | Горелый Колок       | посёлок                 | 108       | сельское поселение станция Клявлино |
| 9  | Долгоруково         | деревня                 | 0         | сельское поселение станция Клявлино |
| 10 | Дубенка             | деревня                 | →1        | сельское поселение Назаровка        |
| 11 | Елизаветинка        | деревня                 | ↗63       | сельское поселение Старый Маклауш   |
| 12 | Ерилкино            | село                    | 306       | сельское поселение Старое Семенкино |
| 13 | Ерыкла              | деревня                 | ↘130      | сельское поселение Чёрный Ключ      |
| 14 | Зелёный Ключ        | деревня                 | ↗250      | сельское поселение Чёрный Ключ      |
| 15 | Иваново-Подбельское | деревня                 | ↗386      | сельское поселение Старый Маклауш   |
| 16 | Ключевка            | деревня                 | 0         | сельское поселение станция Клявлино |
| 17 | Клявлино            | железнодорожная станция | ↘6617     | сельское поселение станция Клявлино |
| 18 | Клявлино            | село                    | ↗603      | сельское поселение станция Клявлино |
| 19 | Красная Елха        | посёлок                 | 0         | сельское поселение станция Клявлино |
| 20 | ЛПДС Елизаветинка   | посёлок                 | ↘0        | сельское поселение Старый Маклауш   |
| 21 | Маклауш             | железнодорожный разъезд | ↘1        | сельское поселение Старый Маклауш   |
| 22 | Назаровка           | село                    | ↘386      | сельское поселение Назаровка        |
| 23 | Новое Семенкино     | село                    | 281       | сельское поселение Старое Семенкино |
| 24 | Новые Сосны         | село                    | 388       | сельское поселение станция Клявлино |
| 25 | Новый Казбулат      | деревня                 | ↘11       | сельское поселение Старый Маклауш   |
| 26 | Новый Маклауш       | село                    | 97        | сельское поселение станция Клявлино |
| 27 | Ойкино              | деревня                 | ↘105      | сельское поселение Чёрный Ключ      |
| 28 | Петровка            | деревня                 | ↗277      | сельское поселение Старый Маклауш   |
| 29 | Петропавловка       | деревня                 | 88        | сельское поселение станция Клявлино |
| 30 | Подгорный Дол       | село                    | 43        | сельское поселение Борискино-Игар   |
| 31 | Пронино             | железнодорожная станция | 655       | сельское поселение Борискино-Игар   |
| 32 | Репринцево          | деревня                 | ↘0        | сельское поселение Чёрный Ключ      |
| 33 | Русское Добрино     | село                    | ↘277      | сельское поселение Назаровка        |
| 34 | Северный            | посёлок                 | ↘0        | сельское поселение Чёрный Ключ      |
| 35 | Софьино             | деревня                 | 2         | сельское поселение станция Клявлино |
| 36 | Средняя Речка       | деревня                 | 11        | сельское поселение станция Клявлино |
| 37 | Старое Резяпкино    | село                    | →618      | сельское поселение Чёрный Ключ      |
| 38 | Старое Семенкино    | село                    | 330       | сельское поселение Старое Семенкино |
| 39 | Старые Сосны        | село                    | 363       | сельское поселение станция Клявлино |
| 40 | Старый Байтермиш    | село                    | 226       | сельское поселение Борискино-Игар   |
| 41 | Старый Маклауш      | село                    | ↘256      | сельское поселение Старый Маклауш   |
| 42 | Степное Дурасово    | село                    | ↗48       | сельское поселение Чёрный Ключ      |
| 43 | Сухоречка           | деревня                 | ↘11       | сельское поселение Назаровка        |
| 44 | Сходнево            | село                    | ↘63       | сельское поселение Назаровка        |
| 45 | Усакла              | село                    | ↘411      | сельское поселение Чёрный Ключ      |
| 46 | Черемушки           | деревня                 | 20        | сельское поселение станция Клявлино |
| 47 | Черемшанка          | посёлок                 | 47        | сельское поселение станция Клявлино |
| 48 | Чёрный Ключ         | село                    | ↗465      | сельское поселение Чёрный Ключ      |
| 49 | Чигмалиновка        | посёлок                 | ↗10       | сельское поселение Чёрный Ключ      |
| 50 | Чистаковка          | разъезд                 | →0        | сельское поселение Назаровка        |
| 51 | Чувашское Абдикеево | деревня                 | ↗215      | сельское поселение Чёрный Ключ      |

## Политика
- Глава района — Климашов Пётр Николаевич.

Администрация Клявлинского района:
446960, Самарская обл., ст. Клявлино, ул. Октябрьская, 60

## Экономика
В районе насчитывается 2 банка, страховое общество.

### Промышленность
На территории района имеются залежи нефти, сырья для производства строительных материалов, разведаны и используются залежи бутового камня, гипса, песка, глины. Этим определяется наличие в районе таких производственных предприятий, как завод строительных материалов, нефтеперекачивающая станция, пищекомбинат, хлебокомбинат.

### Сельское хозяйство
Ведущей отраслью экономики района является сельское хозяйство. В районе выращивают пшеницу, ячмень, овёс, рожь, гречиху, картофель, подсолнечник, многолетние травы. Распространено молочное и мясное скотоводство, овцеводство.
Коллективных сельскохозяйственных предприятий — 21, в том числе: колхозов — 3; сельскохозяйственных производственных кооперативов — 10; крестьянско-фермерских хозяйств — 1.
Общая площадь сельхозугодий — 125 555 га, в том числе: пашня — 69473 га; сенокосы — 23582 га; пастбища — 23582 га; многолетние насаждения — 57 га.

### Транспорт
Транспортное сообщение между Клявлинским районом и другими муниципальными образования осуществляется пригородным транспортом: автобусы через все крупные населённые пункты «Похвистнево—Клявлино», «Клявлино—Шентала», «Клявлино—Русское Добрино».
Междугородные маршруты: «Самара-Клявлино» (6.45, 9.15, 14.10, 15.15 (пн, пт), 16.15), «Тольятти—Клявлино» (№ 713 через Камышлу) 16.30 (пн, пт, вых).
Железнодорожная станция Клявлино (код 64740) входит в Куйбышевскую железную дорогу (на линии «Ульяновск—Уфа»).

## Культура
Общее число филиалов учреждений библиотечной системы — 22; в них книг и журналов — 214 тыс.; число клубных досуговых учреждений — 23.
Имеются Центральная районная библиотека и Краеведческий музей при Клявлинском управлении культуры.

## Здравоохранение
Клявлинский район обслуживает ГБУЗ Самарской области «Клявлинская центральная районная больница».

## Достопримечательности
- В Клявлино действует Музей этнографии и истории, открытый в марте 2003 года.
- В Клявлинском районе кварталы № 60, 61 и 62 Бор Игарского лесничества объявлены памятниками природы.

## Известные люди, родившиеся в районе
- Захаров, Георгий Нефёдович (1908—1986) — Герой Советского Союза, генерал-майор. Родился в селе Старое Семенкино.
- В селе Старый Маклауш родилась солистка ансамбля «Золотое Кольцо» — Надежда Кадышева.
- Леонид Николаевич Маркелов (р. 15 ноября 1943 г., д. Ерилкино) — поэт, Заслуженный деятель науки Чувашской Республики.
- Братья Кочетковы родились в деревне Балахоновка: Виктор стал талантливым поэтом, Афанасий — известным актёром прославленного Малого театра, заслуженный артист РСФСР.
- В селе Борискино-Игар родились чувашские поэты А. Я. Каттай и Н. Ф. Евстафьев.
- Тимофеев, Вячеслав Арсеньевич (1897—1985) — советский военачальник, полковник, мемуарист, член РСДРП(б) с 1914 года. Родился в селе Старое Семенкино
- В 1915 году в Новых Соснах родился эрзянский поэт Батаев Павел Петрович.
- В селе Клявлино родился Герой Советского Союза Сидюков Алексей Фёдорович.
- Мингалимов Рустам Галиевич (р. 15.8.1937, д. Юлдуз Камышлинского района Куйбышевской обл.) — татарский поэт, драматург, заслуженный деятель искусств ТАССР (1987), лауреат Государственной премии имени Габдуллы Тукая (2005).